# Iglesia de Nuestra Señora de la Anunciación (Corral de Calatrava)
La iglesia de Nuestra Señora de la Anunciación es una iglesia parroquial católica de finales del siglo XV situada en la localidad ciudadrealense de Corral de Calatrava (España). Se trata de un templo de estilo gótico-mudéjar. Durante las fiestas patronales en honor de la Virgen de la Paz, la imagen de la virgen es trasladada desde su ermita hasta la iglesia. En 2013 siete vecinos de la localidad y de Puertollano forzaron la iglesia y perpetraron un robo de varias joyas de la Virgen de la Paz.